# Arnold Ulitz
Arnold Ulitz (ur. 11 kwietnia 1888 we Wrocławiu, zm. 12 stycznia 1971 w Tettnang w pobliżu Jeziora Bodeńskiego) – niemiecki nauczyciel, pisarz, poeta.

## Życie
Był synem urzędnika kolei niemieckich, dorastał razem ze swoimi braćmi Ottonem i Georgiem w Katowicach. Pisał oprócz pracy zawodowej jako nauczyciel we Wrocławiu (1913−1933), szereg powieści historycznych, opowiadań i wierszy.
Był on również  współautorem scenariusza filmu The Prodigal Son wraz z Luisem Trenkerem. Posiadał własne doświadczenia wojenne z czasów I wojny światowej, co skłoniło go do pisania powieści o wydźwięku antywojennym. Jego dzieła, takie jak: Ararat, Worbs i Testament (ukazanie dramatycznie skorumpowanego świata w latach powojennych) zostały wpisane przez nazistów w 1933 na listę książek do spalenia. W lutym 1945 przeniósł się do Tettnang.
Arnold Ulitz w powieści Der grosse Janja opisuje Katowice: Katowice są wyjątkowym drzewem, powiedzmy, że to drzewo rodzące chleb i owoce [...]. Ma ono szczególne podłoże dla wzrostu, jest użyźnione węglem i żelazem. Ma ono także szczególny klimat [...]. Katowice nie rosną, ale strzelają w górę i mamy do czynienia z fenomenem o amerykańskim wymiarze.

## Dzieła (wybór)
- Die vergessene Wohnung, Novellen, Verlag A. Langen, Monachium
- Die Narrenkarosse, Novellen, Verlag A. Langen, Monachium
- Der Arme und das Abenteuer, Gedichte, Verlag A. Langen, Monachium
- Ararat, Roman, Verlag A. Langen, Monachium 1920
- Das Testament, Roman, Verlag A. Langen, Monachium 1924
- Worbs, Roman, Propyläen-Verlag, Berlin 1930
- Eroberer, Roman, Verlag Keil, Berlin 1934
- Der Gaukler von London, Roman, Verlag Korn, Wrocław 1938
- Der grosse Janja, Wrocław 1939
- Die Braut des Berühmten, Roman, Propyläen-Verlag, Berlin 1942
- Novellen. Ausgewählt von Angelika Spindler, mit einem Vorwort von Egbert-Hans Müller. Hrsg.: Stadt Tettnang, Bergstadtverlag Korn, Würzburg 1988